# Friedhofskirche Oberzeiring

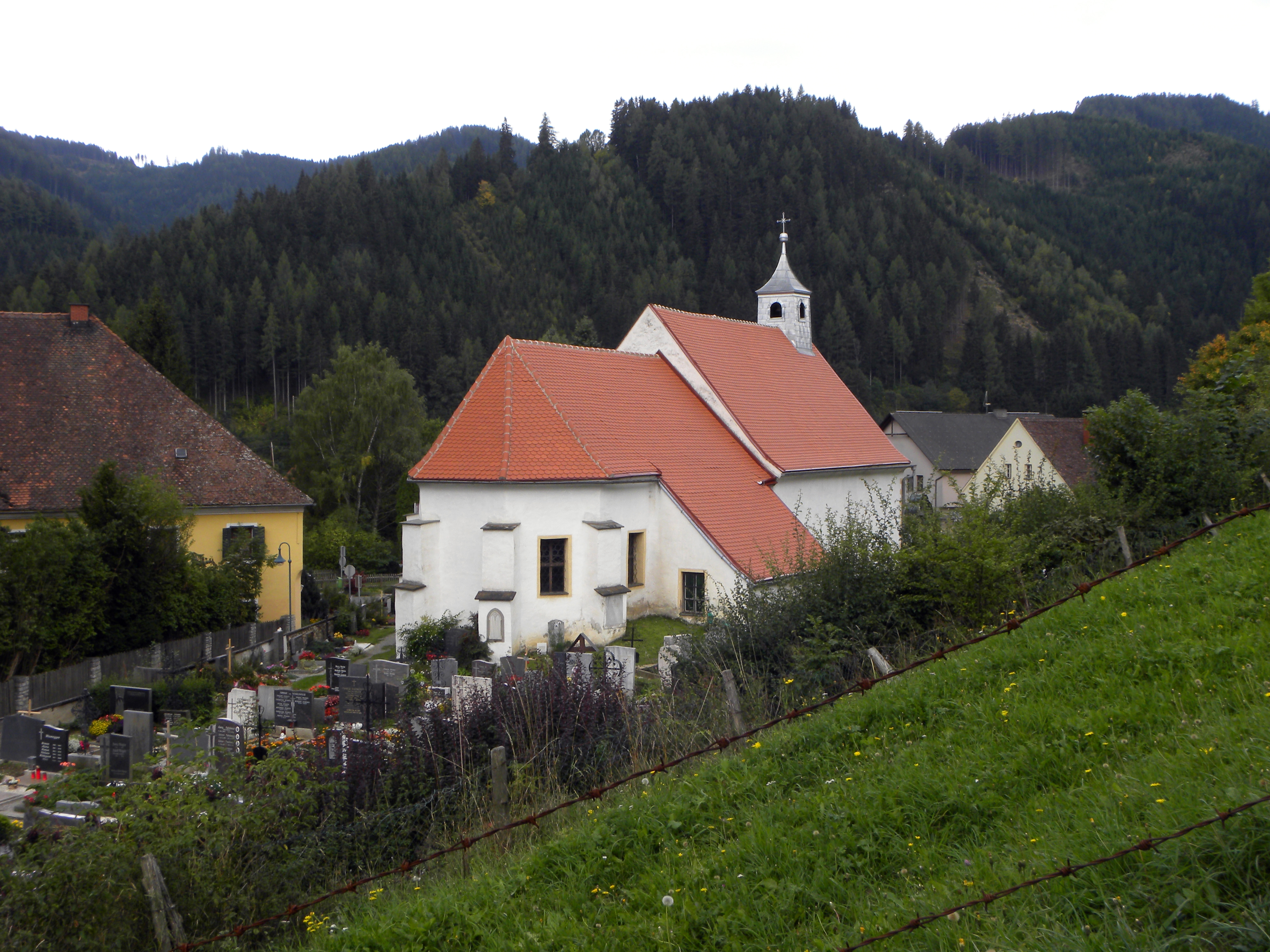
Katholische Friedhofskirche hl. Elisabeth in Oberzeiring

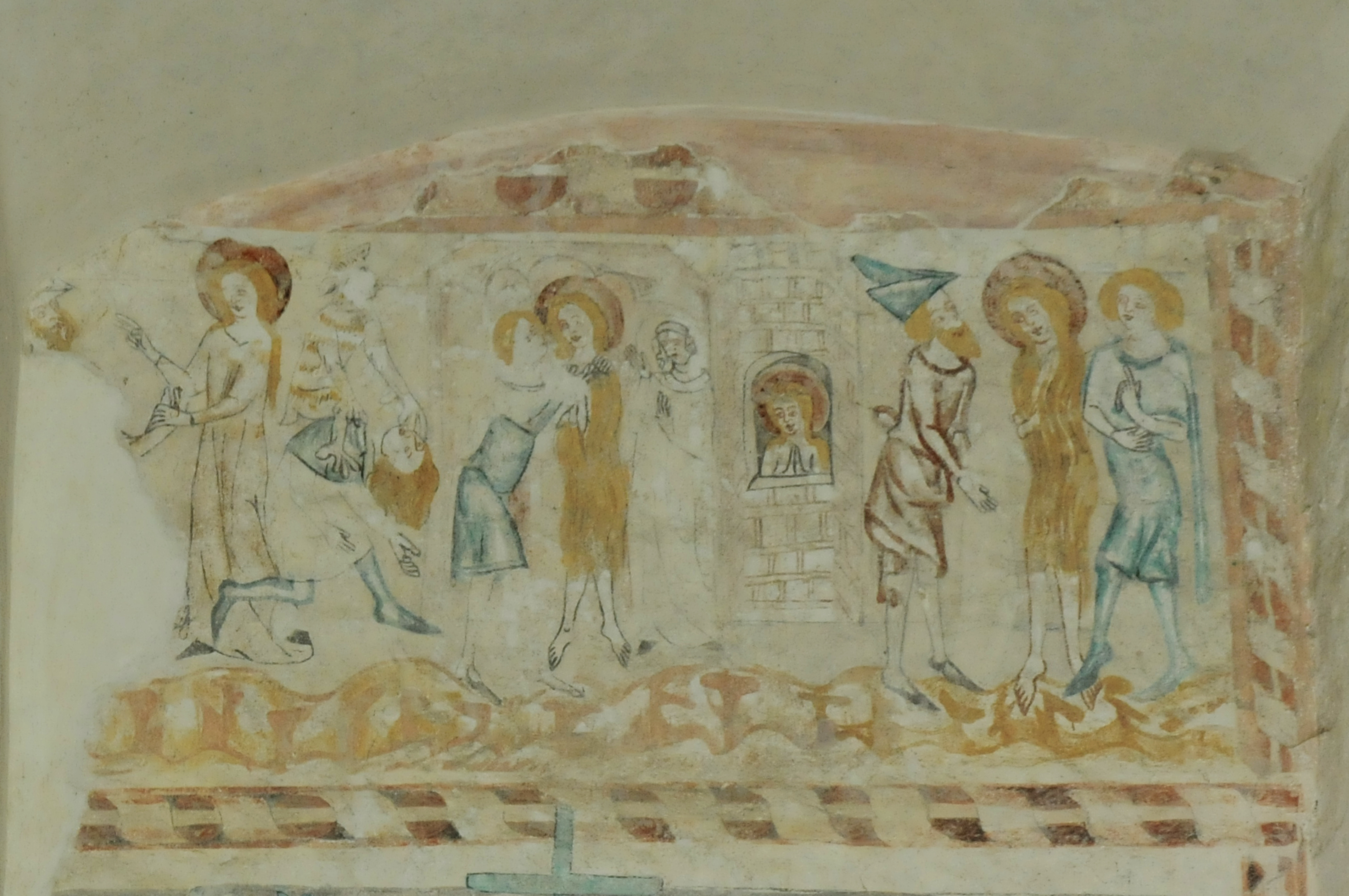
Fresko „Teufel reitet Frau“

Die römisch-katholische Friedhofskirche Oberzeiring steht auf einer Anhöhe am östlichen Ortsausgang von Oberzeiring im Bezirk Murtal in der Steiermark. Die dem Patrozinium der hl. Elisabeth von Thüringen unterstellte Friedhofskirche der Pfarrkirche Oberzeiring gehört zum Dekanat Judenburg in der Diözese Graz-Seckau. Die im Kern romanische Knappenkirche steht unter Denkmalschutz.

## Geschichte
Die Anfänge der frühgotischen Filialkirche St. Elisabeth gehen wohl in das 12. Jahrhundert zurück. Dafür sprechen romanische Stilelemente des Baus, wie die schmalen Südfenster. Das häufig zitierte Weihedatum im Jahr „1111“ geht jedoch auf eine falsch gelesene Inschrift zurück.

## Architektur
Der gotische Chor wurde später angebaut und der ursprünglich flachgedeckte Kirchenraum im Jahr 1832 eingewölbt. Die Wände des Kirchenschiffs wurden in der Mitte des 14. Jahrhunderts mit Fresken ausgestattet. Diese waren bis 1955/1956 übermalt und wurden erst später freigelegt. Die Fresken enthalten auch Darstellungen von Werkzeugen des Bergbaus.

## Einrichtung
Neben dem Hochaltar, der aus dem 18. Jahrhundert stammt, gibt es einen dem hl. Antonius geweihten Seitenaltar und die Reste einer um 1700 entstandenen Kanzel mit Bildern der vier Evangelisten.
An der Außenseite wurde bei Restaurierungsarbeiten im Jahr 1981 ein Stein mit römischen Motiven, vermutlich eine Jagdszene, freigelegt.